# Краснов Микола Іванович
Краснов Микола- Микола Краснов народився в станиці Вешенської Донського війська в сім'ї генерал-лейтенанта Івана Краснова (1800—1871).

## Біографія
Закінчив 1-й кадетський корпус у Петербурзі і з 1851 року служив у лейб-гвардії Донської кавалерійсько-артилерійської батареї в чині прапорщика. У 1858 році закінчив Академію Генерального штабу і служив у Генеральному штабі з 1860 по 1889 рік. У 1863 році Краснов брав участь у польській кампанії і був нагороджений орденом Святої Анни 3-го ступеня. Він отримав звання генерал-майора в 1880 році і подав у відставку в 1891 році. Краснов оселився в місті Таганрозі в 1860-х роках і, окрім державної та військової кар'єри, опублікував кілька статей і книг з історії Донського козацтва та Донської Військової губернії. Його найвідоміші книги: « Земля земли донської війни». Генерал Микола Краснов помер у місті Таганрозі 15 вересня 1900 року і був похований на Старому кладовищі Таганрога.